# Austrojet
Austrojet fue una aerolínea chárter austriaca operada por BFS (Business Flight Salzburg Bedarfsflug GesmbH). La aerolínea comenzó inicialmente con vuelos regulares para impulsar la economía entre la región oeste de Austria y Bosnia, sin embargo, en la actualidad sólo opera vuelos chárter. 

## Historia
La empresa fue fundada en 2006 por Gerhard Wimmer, piloto privado y operador de una escuela de vuelo con sede en Salzburgo. El inicio de las operaciones de vuelo tenía como objetivo establecer un eje económico entre el oeste de Austria y la región de Bosnia.
Desde abril de 2008, Austrojet operó la ruta Salzburgo-Bania Luka tres veces a la semana y desde el 16 de julio extendió la ruta hasta Tivat (Montenegro). Tenía planes de inaugurar la ruta Bania Luka-Salzburgo-Stuttgart en el verano de 2008, los vuelos comenzaron en agosto, pero en octubre fueron cancelados. En enero de 2009, todas las referencias a las operaciones regulares de Austrojet desaparecieron de la página web.

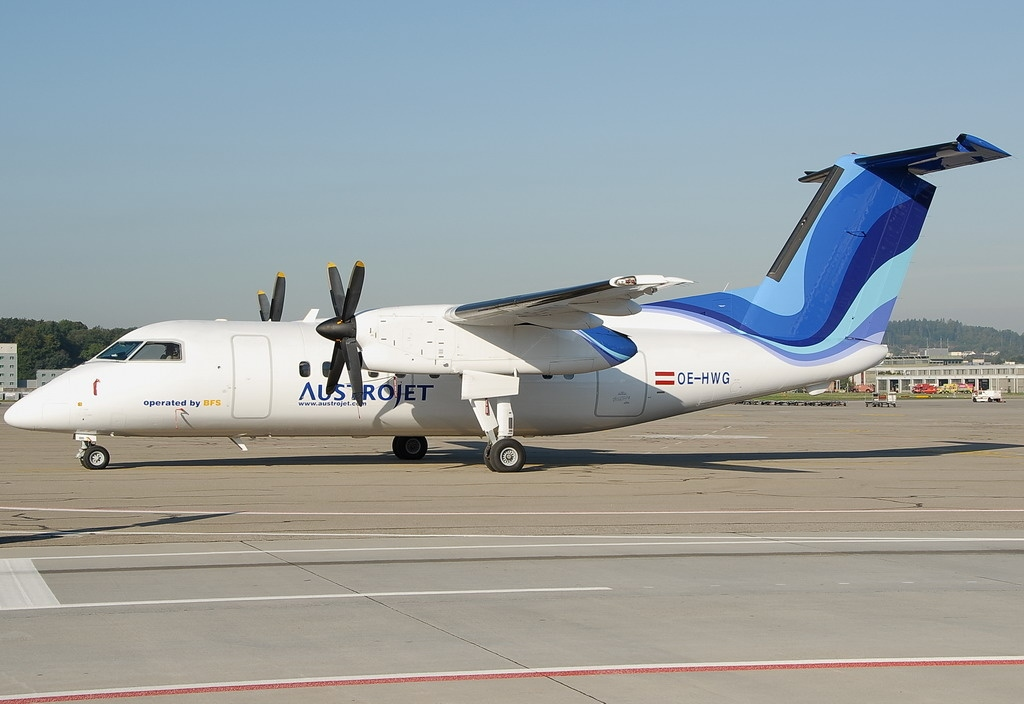
De Havilland Canada Dash 8-100 de Austrojet en el Aeropuerto Internacional de Zúrich (2007)

A partir del invierno de 2008-2009 se devolvió el Dash 8, se suspendieron todos los vuelos regulares y Austrojet sólo realizó vuelos chárter. Según la página web oficial, la aerolínea ha sido vendida a AJ Beteiligungs GmbH y actualmente no hay ningún avión registrado a su nombre. En el marco de la insolvencia de BFS Business Flight Salzburg Bedarfsflug GesmbH, que también operaba una escuela de vuelo, Austro Control prohibió a la empresa operar la escuela y cambió el nombre de la empresa a JAR Schulungs GmbH, con sede en Viena. 

## Flota
La flota de Austrojet incluyó durante su breve existencia las siguientes aeronaves:
| Aeronaves                      | Total | Introducido | Retirado | Matrículas      |
| ------------------------------ | ----- | ----------- | -------- | --------------- |
| Cessna 501 Citation I          | 1     | 2006        | 2008     | OE-FMS          |
| Cessna 550 Citation II         | 2     | 2007        | 2011     | OE-GRD y OE-GML |
| De Havilland Canada Dash 8-100 | 1     | 2007        | 2009     | OE-HWG          |